# Ingvill Måkestad Bovim

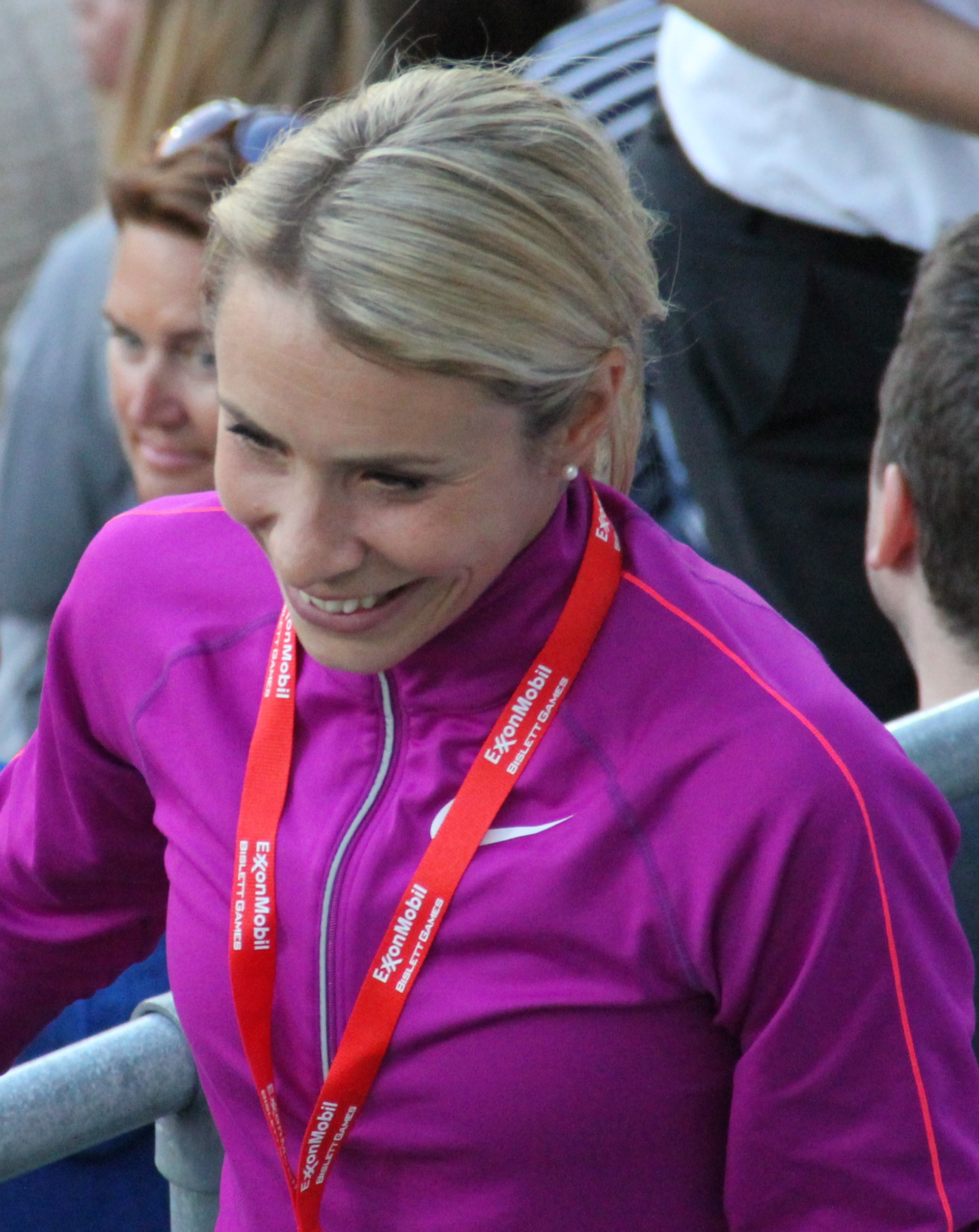
Ingvill Måkestad Bovim (2010)

Ingvill Måkestad Bovim (geb. Måkestad; * 7. August 1981 in Odda) ist eine norwegische Mittelstreckenläuferin.
Måkestad Bovim belegte im 800-Meter-Lauf den vierten Platz bei den Leichtathletik-Junioreneuropameisterschaften 1997 in Ljubljana, den achten Platz bei den Leichtathletik-Juniorenweltmeisterschaften 1998 in Annecy und erneut den vierten Platz bei den Leichtathletik-Junioreneuropameisterschaften 1999 in Riga. Bei den U23-Leichtathletik-Europameisterschaften 2003 in Bydgoszcz gewann sie die Silbermedaille im 1500-Meter-Lauf.
Danach benötigte Måkestad Bovim jedoch etliche Jahre, um sich auch im Erwachsenenbereich international zu etablieren. Bei den Leichtathletik-Europameisterschaften 2010 in Barcelona scheiterte sie im 800-Meter-Lauf noch in der Vorrunde. Wenige Wochen später blieb sie über diese Distanz zum ersten Mal in ihrer Karriere unter zwei Minuten. Mit 1:59,82 min lief sie bei einem Wettkampf in Zagreb norwegischen Rekord. Bei den Leichtathletik-Halleneuropameisterschaften 2011 in Paris verpasste sie über 1500 Meter den Finaleinzug. Noch im selben Jahr erreichte sie aber bei den Leichtathletik-Weltmeisterschaften in Daegu ihr erstes großes Finale. Im 1500-Meter-Lauf belegte sie dort den sechsten Platz.